# تنش بالا
تنش بالا (به فرانسوی: Haute Tension) یک فیلم اسلشر محصول سال ۲۰۰۳ سینمای فرانسه به کارگردانی و نویسندگی الکساندر آژا با بازی سسیل دو فرانس، مایوین و فیلیپ نائون است.

## داستان
دو دوست به نامهای «ماری» و «الکسا» که برای تفریح به خانه ییلاقی والدین الکسا رفته‌اند، با یک قاتل مرموز روبه رو می‌شوند و …